# Buffy the Vampire Slayer (игра, 2000)
«Баффи — истребительница вампиров» (англ. Buffy the Vampire Slayer) — видеоигра 2000 года, первая в серии игр по мотивам успешного мистического телесериала «Баффи — истребительница вампиров».

## Сюжет
Действие игры происходит во время 4 сезона шоу. Баффи пытается отдохнуть от занятий в колледже во время недельных каникул, но орды вампиров напали на студенческий городок. Баффи понимает, что от долга не скрыться — она должна очистить улочки кампуса от кровожадных монстров.

## Персонажи и враги
В игре появляются Баффи, Уиллоу, Ксандер, Аня, Джайлз и Итан Рейн (в качестве злодея). Кроме того, голос Корделии слышен во время её разговора с Баффи по телефону.
Основные враги в игре — вампиры разных мастей: байкеры, ниндзя, воины Амазонки, жители прошлого века, вампиры-полумумии.

## Отзывы
| Сводный рейтинг    | Сводный рейтинг |
| Агрегатор          | Оценка          |
| ------------------ | --------------- |
| GameRankings       | 39 %            |
| Иноязычные издания |                 |
| Издание            | Оценка          |
| AllGame            | [ 2 ]           |
| Game Informer      | 2/10            |
| IGN                | 2/10            |
| Nintendo Power     | 6,5/10          |

Игра получила крайне негативные отзывы на GameRankings.